# Cantharellus xanthoscyphus
Cantharellus xanthoscyphus är en svampart som beskrevs av R.H. Petersen 1992. Cantharellus xanthoscyphus ingår i släktet Cantharellus och familjen kantareller.   Inga underarter finns listade i Catalogue of Life.